# 西遮娄其建筑

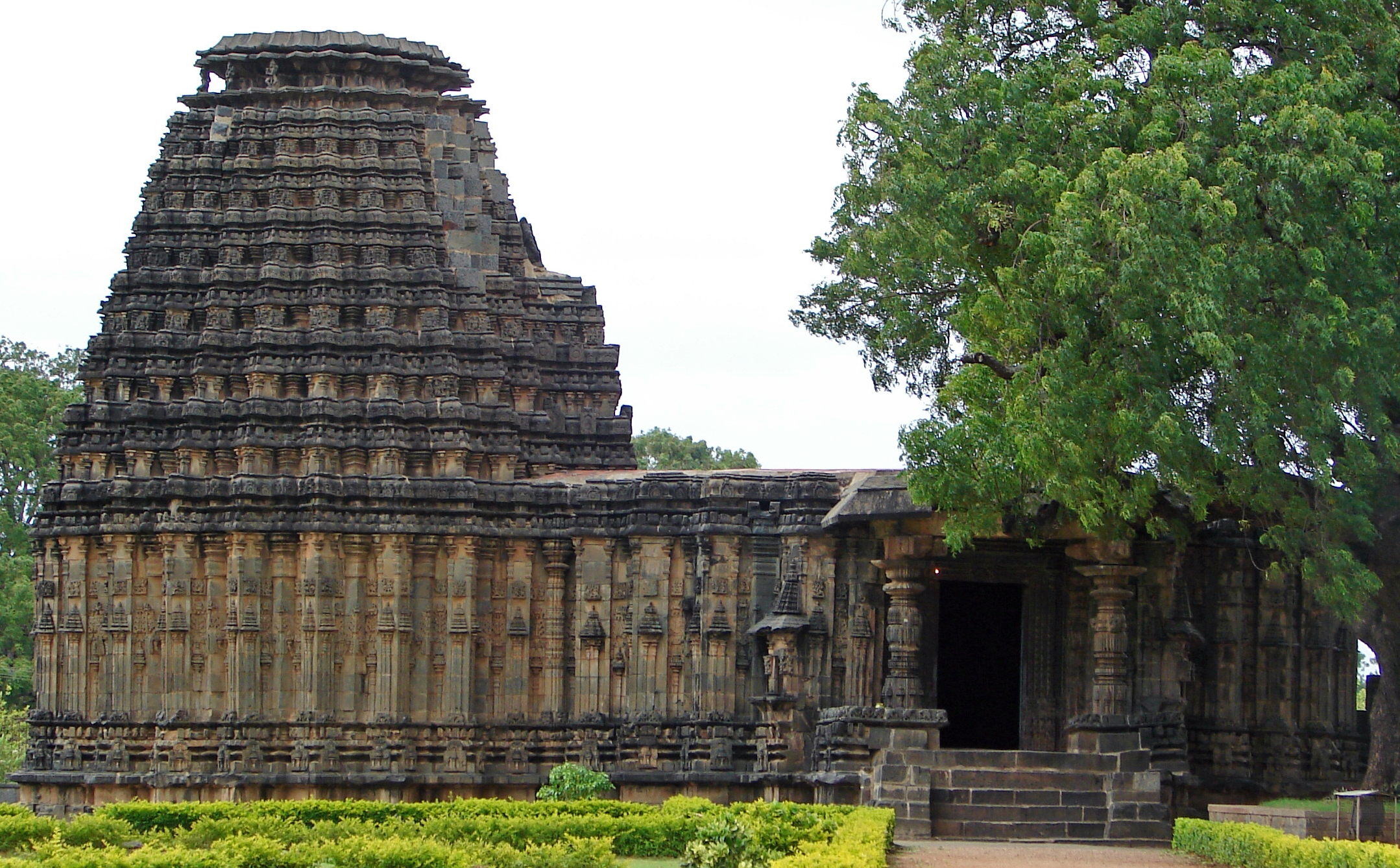
但巴爾的多達·巴薩帕神庙，一个独特的24点不间断的星状（星形），七层，12世纪

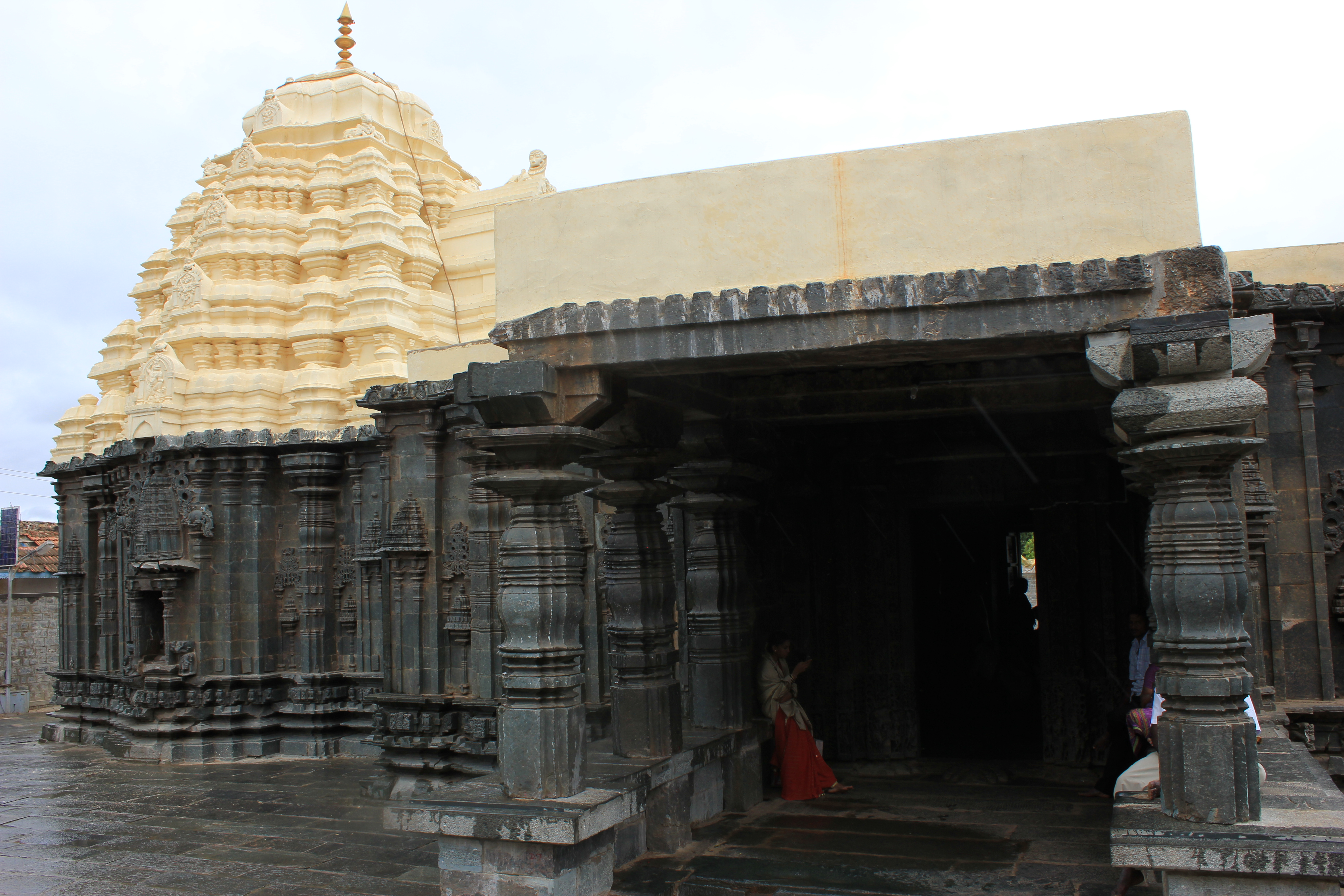
庫魯瓦提的馬里卡朱那神庙，11世纪

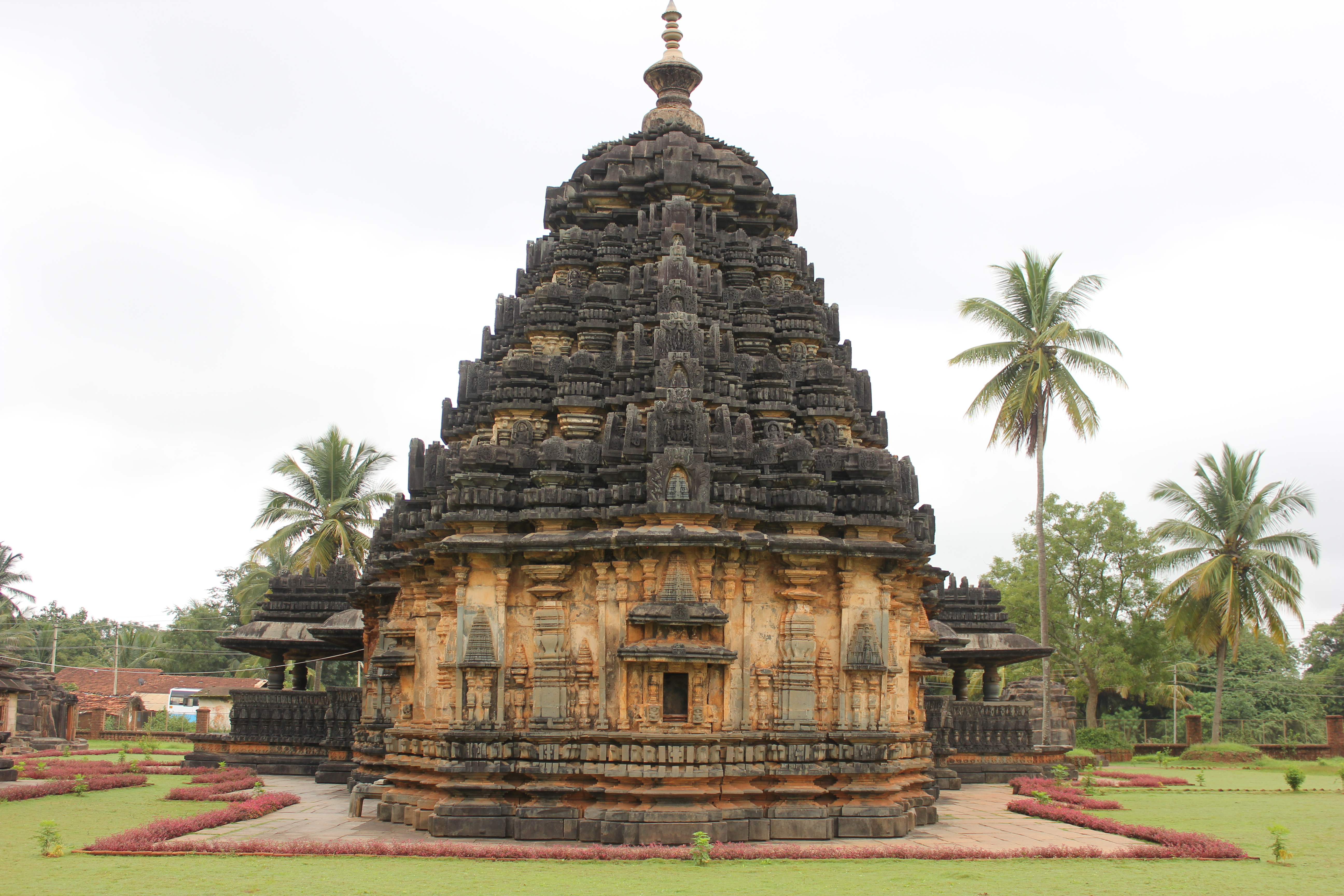
庫巴圖爾的凱塔布赫許瓦拉神庙，四层，1100 CE

西遮娄其建筑，亦可称 卡尔延遮娄其建筑或后遮娄其建筑，是位於印度卡纳塔克邦中部的栋格珀德拉河流域的一种独特装饰风格建筑群，係十一、二世纪西遮娄其王朝统治期间发展出来的。在这期间，西遮娄其在德干高原的政治影响达到顶峰。栋格珀德拉河流域是文化和庙宇建筑活动的中心，大型的中世纪工作坊在那里建造了众多古迹。 这些古迹，是之前存在的达罗毗荼（南印度）庙宇的变体，定义了「卡纳塔-达罗毗荼」传统。保留至今的那个时代遮娄其建筑师建造的大大小小的庙宇，都是这种建筑风格的例子。
这一时期的建筑中，最值得关注的有在卡巴尔县伊塔吉的馬哈德瓦神庙、加达格县拉昆迪的卡西威斯維斯瓦拉神庙、贝拉里县庫魯瓦提的馬里卡朱那神庙和在达文盖雷县巴加里的卡列許瓦拉神庙。其他著名的精巧的古迹包括在希莫加县庫巴圖爾的凱塔布赫許瓦拉神庙和巴里加維的凱達瑞許瓦拉神庙、哈韦里县哈韦里的西德赫斯瓦拉神庙、达尔瓦德县安尼盖里的阿姆特斯瓦拉神庙、加达格县加达格的薩拉斯瓦提神庙和但巴爾的多達·巴薩帕神庙。
现存的西遮娄其遗迹，都是按湿婆教、毘湿奴教和耆那教传统建的宗教庙宇。没有用泥、砖和木建造的军事、城市或者国家建筑遗存下来，这种结构可能不能抵抗反复的入侵。
这些建筑的发展地帶以今天的达尔瓦德县為中心，包括哈韦里县和加达格县的一些地方。在这些县中，大概存有50处遗迹，作为西遮娄其工匠建造的广泛传播的神庙的证据。这种风格的影响，超过了东北边的卡尔延地区，到达了东边的贝拉里地区和南边的迈索尔地区。在北边的比贾布尔-贝尔高姆地区，这种风格与「赫馬德潘提」（Hemadpanti）式神庙混合在一起。虽然一些西遮娄其神庙可以在康坎地区找到，西高止山脉的存在可能阻碍了这种风格向西的传播。